# Jesús Medina
Jesús Menuel Medina Maldonado (Asunción, 30 aprile 1997) è un calciatore paraguaiano, centrocampista dello Spartak Mosca e della nazionale paraguaiana.

## Caratteristiche tecniche
È un esterno destro.

## Carriera

### Club
Cresciuto nelle giovanili del Libertad, ha esordito l'8 luglio 2012 in occasione del match vinto 1-0 contro il Rubio Ñu.
Il 31 dicembre 2017 si trasferisce al New York City.
Il 17 gennaio 2022 viene acquistato dal CSKA Mosca.

### Nazionale

#### Nazionali giovanili
Con la Nazionale Under-20 di calcio del Paraguay ha preso parte al Campionato sudamericano di calcio Under-20 2015 ed al Campionato sudamericano di calcio Under-20 2017. 

#### Nazionale maggiore
Ha esordito con la Nazionale di calcio del Paraguay il 2 luglio 2017 in un'amichevole persa 2-1 contro il Messico.

## Statistiche

### Presenze e reti nei club
Statistiche aggiornate al 15 dicembre 2021.
| Stagione        | Squadra         | Campionato      | Campionato | Campionato | Coppe nazionali | Coppe nazionali | Coppe nazionali | Coppe continentali | Coppe continentali | Coppe continentali | Altre coppe | Altre coppe | Altre coppe | Totale | Totale | Totale |
| Stagione        | Squadra         | Comp            | Pres       | Reti       | Comp            | Pres            | Reti            | Comp               | Pres               | Reti               | Comp        | Pres        | Reti        | Pres   | Reti   |        |
| --------------- | --------------- | --------------- | ---------- | ---------- | --------------- | --------------- | --------------- | ------------------ | ------------------ | ------------------ | ----------- | ----------- | ----------- | ------ | ------ | ------ |
| 2012            | Libertad        | PD              | 1          | 0          | -               | -               | -               | -                  | -                  | -                  | -           | -           | -           | 1      | 0      |        |
| 2016            | Libertad        | PD              | 38         | 9          | -               | -               | -               | CS                 | 1                  | 0                  | -           | -           | -           | 39     | 9      |        |
| 2017            | Libertad        | PD              | 35         | 8          | -               | -               | -               | CL+CS              | 5+8                | 1+1                | -           | -           | -           | 48     | 10     |        |
| Totale Libertad | Totale Libertad | Totale Libertad | 74         | 17         |                 | -               | -               |                    | 14                 | 2                  |             | -           | -           | 88     | 19     |        |
| 2018            | New York City   | MLS             | 28+2       | 6          | USOC            | 1               | 0               | -                  | -                  | -                  | -           | -           | -           | 31     | 6      |        |
| 2019            | New York City   | MLS             | 18         | 3          | USOC            | 2               | 1               | -                  | -                  | -                  | -           | -           | -           | 20     | 4      |        |
| 2020            | New York City   | MLS             | 23         | 5          | -               | -               | -               | CCL                | 4                  | 0                  | MisB        | 2           | 2           | 29     | 7      |        |
| 2021            | New York City   | MLS             | 33+4       | 9          | -               | -               | -               | LC                 | 1                  | 0                  | -           | -           | -           | 38     | 9      |        |
| Totale carriera | Totale carriera | Totale carriera | 182        | 40         |                 | 3               | 1               |                    | 19                 | 2                  |             | 2           | 2           | 206    | 45     |        |

### Cronologia presenze e reti in nazionale
| Cronologia completa delle presenze e delle reti in nazionale ― Paraguay | Cronologia completa delle presenze e delle reti in nazionale ― Paraguay | Cronologia completa delle presenze e delle reti in nazionale ― Paraguay | Cronologia completa delle presenze e delle reti in nazionale ― Paraguay | Cronologia completa delle presenze e delle reti in nazionale ― Paraguay | Cronologia completa delle presenze e delle reti in nazionale ― Paraguay | Cronologia completa delle presenze e delle reti in nazionale ― Paraguay | Cronologia completa delle presenze e delle reti in nazionale ― Paraguay |
| Data                                                                    | Città                                                                   | In casa                                                                 | Risultato                                                               | Ospiti                                                                  | Competizione                                                            | Reti                                                                    | Note                                                                    |
| ----------------------------------------------------------------------- | ----------------------------------------------------------------------- | ----------------------------------------------------------------------- | ----------------------------------------------------------------------- | ----------------------------------------------------------------------- | ----------------------------------------------------------------------- | ----------------------------------------------------------------------- | ----------------------------------------------------------------------- |
| 1-7-2017                                                                | Seattle                                                                 | Messico                                                                 | 2 – 1                                                                   | Paraguay                                                                | Amichevole                                                              | -                                                                       | 85’                                                                     |
| 29-3-2022                                                               | Lima                                                                    | Perù                                                                    | 2 – 0                                                                   | Paraguay                                                                | Qual. Mondiali 2022                                                     | -                                                                       | 59’                                                                     |
| 2-6-2022                                                                | Sapporo                                                                 | Giappone                                                                | 4 – 1                                                                   | Paraguay                                                                | Amichevole                                                              | -                                                                       | 65’                                                                     |
| 10-6-2022                                                               | Suwon                                                                   | Corea del Sud                                                           | 2 – 2                                                                   | Paraguay                                                                | Amichevole                                                              | -                                                                       |                                                                         |
| 23-9-2022                                                               | Wiener Neustadt                                                         | Paraguay                                                                | 1 – 0                                                                   | Emirati Arabi Uniti                                                     | Amichevole                                                              | -                                                                       | 78’                                                                     |
| 27-9-2022                                                               | Siviglia                                                                | Paraguay                                                                | 0 – 0                                                                   | Marocco                                                                 | Amichevole                                                              | -                                                                       | 90+2’                                                                   |
| 16-11-2022                                                              | Lima                                                                    | Perù                                                                    | 1 – 0                                                                   | Paraguay                                                                | Amichevole                                                              | -                                                                       | 65’                                                                     |
| 20-11-2022                                                              | Fort Lauderdale                                                         | Colombia                                                                | 2 – 0                                                                   | Paraguay                                                                | Amichevole                                                              | -                                                                       | 63’                                                                     |
| 27-3-2023                                                               | Santiago del Cile                                                       | Cile                                                                    | 3 – 2                                                                   | Paraguay                                                                | Amichevole                                                              | -                                                                       | 78’                                                                     |
| Totale                                                                  |                                                                         | Presenze                                                                | 9                                                                       |                                                                         | Reti                                                                    | 0                                                                       |                                                                         |

## Palmarès

### Competizioni nazionali
- Campionato MLS: 1

New York City: 2021
- Coppa di Russia: 1

CSKA Mosca: 2022-2023